# Cá nhói lưng đen
Cá nhói lưng đen, tên khoa học Tylosurus acus melanotus, là một loài cá trong họ Belonidae.